# Courvaudon
Courvaudon település Franciaországban, Calvados megyében. Lakosainak száma 287 fő (2022. január 1.). Courvaudon Bonnemaison, Maisoncelles-sur-Ajon, Montigny, Thury-Harcourt-le-Hom, Les Monts d’Aunay és Malherbe-sur-Ajon községekkel határos.

## Népesség
A település népességének változása:
| Lakosok száma | 221  | 186  | 219  | 212  | 211  | 230  | 239  | 261  | 270  | 287  |
|               | 1968 | 1982 | 1990 | 2006 | 2013 | 2015 | 2017 | 2019 | 2020 | 2022 |